# Venus Williams
Venus Ebony Starr Williams (Lynwood, 17 de junho de 1980) é uma tenista norte-americana, ex-número 1 do ranking de simples e de duplas, que se profissionalizou em 1994, treinada por seu pai, Richard Williams. Considerada uma jogadora com um saque dos mais poderosos de todos os tempos, Venus tornou-se, em 25 de fevereiro de 2002, a primeira jogadora negra a liderar o ranking da WTA.
Venus venceu sete torneios de Grand Slam em simples (US Open 2000, 2001 e Wimbledon 2000, 2001, 2005, 2007, 2008), treze torneios de Grand Slam em duplas (Australian Open 2001, 2003, 2009, 2010, Roland Garros 1999, 2010, Wimbledon 2000, 2002, 2008, 2009, 2012 e US Open 1999, 2009), e dois torneios de Grand Slam em duplas mistas (Australian Open 1998 e Roland Garros 1998) totalizando 22 títulos de Grand Slam, uma das marcas mais altas do tênis. Ganhou ainda um WTA Tour Championships (Doha 2008) e uma Fed Cup (1999). É, também, a tenista com mais medalhas olímpicas de todos os tempos, entre homens ou mulheres, com um ouro em simples no ano 2000, três ao lado da irmã Serena Williams, 2000, 2008 e 2012 e uma prata em duplas mistas em 2016.
A mais velha das irmãs Williams tem 45 títulos, sendo 22 Grand Slams. As irmãs Williams também são as únicas tenistas em atividade a ter feito final em simples em todos os Grand Slams, e o fizeram seguidamente (Roland Garros, Wimbledon e US Open 2002 e Australian Open 2003). As americanas protagonizam uma das grandes rivalidades do tênis mundial. Em 27 partidas disputadas, Serena venceu 16 vezes e Venus 11 vezes, sendo 8 desses confrontos em finais de Grand Slam.

## Carreira
Venus Williams começou a praticar tênis com quatro anos de idade por iniciativa do pai, Richard, que sempre quis fazer dela e da sua irmã, Serena Williams, campeãs da modalidade. Venus e Serena treinavam nas quadras de tênis de parque públicos em Compton. Aos 10 anos, já era conhecida no país e começou a fazer jogos de exibição, ao lado da irmã Serena, contra jogadoras profissionais.
Em 2005, Venus foi a principal tenista a lutar por prêmios equivalentes para homens e mulheres em Grand Slams. Os torneios de Wimbledon e Roland Garros ainda se recusavam a equiparar as premiações. Venus se encontrou com organizadores de ambos torneios e, apesar de não conseguir de imediato a correção, deixou uma impressão forte para a mídia e o público. Sua luta virou matéria do jornal The Times às vésperas do torneio de Wimbledon, em 2006. A norte-americana declarou que, em sua opinião, atletas de qualquer esporte servem de modelo para mulheres e garotas em todo mundo acreditarem que podem ir tão longe quanto qualquer homem. Sobre o argumento de que os homens jogavam em melhor de 5 sets, enquanto as mulheres jogam em melhor de 3, a tenista rebateu esclarecendo que o prêmio se deve à emoção e diversão que leva ao público, e não pelo tempo que gasta em quadra, mas que ela, no entanto, ficaria feliz em jogar em melhor de 5 sets. Derrubou também o argumento de que as tenistas top, por jogarem menos tempo em simples, podiam ganhar mais prêmios jogando duplas também. Venus questionou se a organização de Wimbledon  preferiria que as top deixassem de jogar duplas. Os argumentos da americana ganharam o apoio do primeiro ministro britânico, Tony Blair, do parlamento inglês, da UNESCO e, depois de grande pressão, os prêmios em Wimbledon foram igualados em 2007, e em Roland Garros no ano seguinte. A própria Venus foi a primeira beneficiada quando, em 2007, ela venceu Wimbledon e ganhou a mesma quantia que Roger Federer. Venus é considerada a principal responsável pela equiparação dos prêmios.
A tenista americana é também formada em moda. Seu livro Come to win ficou várias semanas na lista dos mais vendidos do The New York Times. Ela possui sua própria grife esportiva, a EleVen, que desenvolve as roupas que Venus usa em suas partidas.

## Finais de Grand Slam

### Simples

#### Vitórias (7)
| Ano  | Torneio   | Adversária da Final | Placar da Final  |
| 2000 | Wimbledon | Lindsay Davenport   | 6-3, 7-6         |
| 2000 | US Open   | Lindsay Davenport   | 6-4, 7-5         |
| 2001 | Wimbledon | Justine Henin       | 6-1, 3-6, 6-0    |
| 2001 | US Open   | Serena Williams     | 6-2, 6-4         |
| 2005 | Wimbledon | Lindsay Davenport   | 4-6, 7-6(4), 9-7 |
| 2007 | Wimbledon | Marion Bartoli      | 6-4, 6-1         |
| 2008 | Wimbledon | Serena Williams     | 7-5, 6-4         |

#### Derrotas (9)
| Ano  | Torneio         | Adversária da Final | Resultado da Final |
| 1997 | US Open         | Martina Hingis      | 6–0, 6–4           |
| 2002 | Roland Garros   | Serena Williams     | 7–5, 6–3           |
| 2002 | Wimbledon       | Serena Williams     | 7–6(4), 6–3        |
| 2002 | US Open         | Serena Williams     | 6–4, 6–3           |
| 2003 | Australian Open | Serena Williams     | 7–6(4), 3-6, 6-4   |
| 2003 | Wimbledon       | Serena Williams     | 4–6, 6–4, 6–2      |
| 2009 | Wimbledon       | Serena Williams     | 7-6(3), 6–2        |
| 2017 | Australian Open | Serena Williams     | 6-4, 6-4           |
| 2017 | Wimbledon       | Garbiñe Muguruza    | 7-5, 6-0           |

### Duplas

#### Vitórias (13)
| Ano  | Torneio         | Parceira        | Adversárias da Final                | Resultado da Final |
| 1999 | Roland Garros   | Serena Williams | Martina Hingis Anna Kournikova      | 6–3, 6–7(2), 8-6   |
| 1999 | US Open         | Serena Williams | Chanda Rubin Sandrine Testud        | 4-6, 6-1, 6-4      |
| 2000 | Wimbledon       | Serena Williams | Julie Halard-Decugis Ai Sugiyama    | 6-3, 6-2           |
| 2001 | Australian Open | Serena Williams | Lindsay Davenport Corina Morariu    | 6-2, 4-6, 6-4      |
| 2002 | Wimbledon       | Serena Williams | Virginia Ruano Pascual Paola Suárez | 6-2, 7-5           |
| 2003 | Australian Open | Serena Williams | Virginia Ruano Pascual Paola Suárez | 4-6, 6-4, 6-3      |
| 2008 | Wimbledon       | Serena Williams | Lisa Raymond Samantha Stosur        | 6-2, 6-2           |
| 2009 | Australian Open | Serena Williams | Daniela Hantuchova Ai Sugiyama      | 6-3, 6-3           |
| 2009 | Wimbledon       | Serena Williams | Rennae Stubbs Samantha Stosur       | 7–6(4), 6–4        |
| 2009 | US Open         | Serena Williams | Liezel Huber Cara Black             | 6-2, 6-2           |
| 2010 | Australian Open | Serena Williams | Liezel Huber Cara Black             | 6-4, 6-3           |
| 2010 | Roland Garros   | Serena Williams | Katarina Srebotnik Kveta Peschke    | 6–2, 6–3           |
| 2012 | Wimbledon       | Serena Williams | Andrea Hlaváčková Lucie Hradecká    | 7-5, 6-4           |

### Duplas mistas

#### Vitórias (2)
| Ano  | Torneio         | Parceiro         | Adversários da Final      | Resultado da Final |
| 1998 | Australian Open | Justin Gimelstob | Helena Sukova Cyril Suk   | 6–2, 6–1           |
| 1998 | Roland Garros   | Justin Gimelstob | Serena Williams Luis Lobo | 6–4, 6–4           |

#### Derrotas (1)
| Ano  | Torneio   | Parceiro  | Adversários da Final    | Resultado da Final |
| 2006 | Wimbledon | Bob Bryan | Vera Zvonareva Andy Ram | 6–3, 6–2           |

## Jogos Olímpicos

### Simples: 1 medalha (1 ouro)
| Posição | Ano  | Local  | Piso | Oponente         | Placar   |
| ------- | ---- | ------ | ---- | ---------------- | -------- |
| Ouro    | 2000 | Sidney | Duro | Elena Dementieva | 6–2, 6–4 |

### Duplas: 3 medalhas (3 ouro)
| Posição | Ano  | Local   | Piso  | Parceiro        | Oponentes                                      | Placar   |
| ------- | ---- | ------- | ----- | --------------- | ---------------------------------------------- | -------- |
| Ouro    | 2000 | Sidney  | Duro  | Serena Williams | Kristie Boogert Miriam Oremans                 | 6–1, 6–1 |
| Ouro    | 2008 | Pequim  | Duro  | Serena Williams | Anabel Medina Garrigues Virginia Ruano Pascual | 6–2, 6–0 |
| Ouro    | 2012 | Londres | Grama | Serena Williams | Andrea Hlaváčková Lucie Hradecká               | 6–4, 6–4 |

### Duplas Mistas: 1 medalha (1 prata)
| Posição | Ano  | Local          | Piso | Parceiro   | Oponentes                       | Placar              |
| ------- | ---- | -------------- | ---- | ---------- | ------------------------------- | ------------------- |
| Prata   | 2016 | Rio de Janeiro | Duro | Rajeev Ram | Bethanie Mattek-Sands Jack Sock | 7–6(7–3), 1–6, 7–10 |

## Títulos
| Grand Slam (7)             |                 |                 |                       |                       |                       |
| WTA Tour Championships (1) |                 |                 |                       |                       |                       |
| Olimpíadas (4)             |                 |                 |                       |                       |                       |
| Antes de 2009              | Antes de 2009   | Antes de 2009   | A partir de 2009      | A partir de 2009      | A partir de 2009      |
| Tier I (6)                 | Tier I (6)      | Tier I (6)      | Premier Mandatory (1) | Premier Mandatory (1) | Premier Mandatory (1) |
| Tier II (17)               | Tier II (17)    | Tier II (17)    | Premier 5 (1)         | Premier 5 (1)         | Premier 5 (1)         |
| Tier III (7)               | Tier III (7)    | Tier III (7)    | Premier (1)           | Premier (1)           | Premier (1)           |
| Tier IV e V (1)            | Tier IV e V (1) | Tier IV e V (1) | International (2)     | International (2)     | International (2)     |

### Campeã (49)
| No. | Data       | Torneio                      | Superfície | Adversária da Final | Placar           |
| 1.  | 23/02/1998 | Oklahoma                     | Rápida     | Joanette Kruger     | 6-3, 6-2         |
| 2.  | 16/03/1998 | Miami                        | Rápida     | Anna Kournikova     | 2-6, 6-4, 6-1    |
| 3.  | 28/09/1998 | Grand Slam Cup               | Carpete    | Patty Schnyder      | 6-2), 3-6, 6-2   |
| 4.  | 22/02/1999 | Oklahoma                     | Rápida     | Amanda Coetzer      | 6-4, 6-0         |
| 5.  | 15/03/1999 | Miami                        | Rápida     | Serena Williams     | 6-1, 4-6, 6-4    |
| 6.  | 26/04/1999 | Hamburgo                     | Saibro     | Mary Pierce         | 6-0, 6-3         |
| 7.  | 03/05/1999 | Roma                         | Saibro     | Mary Pierce         | 6-4, 6-2         |
| 8.  | 23/08/1999 | New Haven                    | Rápida     | Lindsay Davenport   | 6-2, 7-5         |
| 9.  | 11/10/1999 | Zurique                      | Rápida     | Martina Hingis      | 6-3, 6-4         |
| 10. | 26/06/2000 | Wimbledon                    | Grama      | Lindsay Davenport   | 6-3, 7-6(3)      |
| 11. | 24/07/2000 | Stanford                     | Rápida     | Lindsay Davenport   | 6-1, 6-4         |
| 12. | 31/07/2000 | San Diego                    | Rápida     | Monica Seles        | 6-0, 6-7(3), 6-3 |
| 13. | 21/08/2000 | New Haven                    | Rápida     | Monica Seles        | 6-2, 6-4         |
| 14. | 28/08/2000 | US Open                      | Rápida     | Lindsay Davenport   | 6-4, 7-5         |
| 15. | 18/09/2000 | Jogos Olímpicos, Sydney      | Rápida     | Elena Dementieva    | 6-2, 6-4         |
| 16. | 19/03/2001 | Miami                        | Rápida     | Jennifer Capriati   | 4-6, 6-1, 7-6(4) |
| 17. | 30/04/2001 | Hamburgo                     | Saibro     | Meghann Shaughnessy | 6-3, 6-0         |
| 18. | 15/06/2001 | Wimbledon                    | Grama      | Justine Henin       | 6-1, 3-6, 6-0    |
| 19. | 30/07/2001 | San Diego                    | Rápida     | Monica Seles        | 6-2, 6-3         |
| 20. | 20/08/2001 | New Haven                    | Rápida     | Lindsay Davenport   | 7-6(6), 6-4      |
| 21. | 09/09/2001 | US Open                      | Rápida     | Serena Williams     | 6-2, 6-4         |
| 22. | 31/12/2001 | Gold Coast                   | Rápida     | Justine Henin       | 7-5, 6-2         |
| 23. | 04/02/2002 | Paris                        | Carpete    | Jelena Dokic        | W.O              |
| 24. | 11/02/2002 | Antuérpia                    | Carpete    | Justine Henin       | 6-3, 5-7, 6-3    |
| 25. | 08/04/2002 | Amelia Island                | Rápida     | Justine Henin       | 2-6, 7-5, 7-6(5) |
| 26. | 22/07/2002 | Stanford                     | Rápida     | Kim Clijsters       | 6-3, 6-3         |
| 27. | 29/07/2002 | San Diego                    | Rápida     | Jelena Dokic        | 6-2, 6-2         |
| 28. | 19/08/2002 | New Haven                    | Rápida     | Lindsay Davenport   | 7-5, 6-0         |
| 29. | 10/02/2003 | Antuérpia                    | Carpete    | Kim Clijsters       | 6-2, 6-4         |
| 30. | 12/04/2004 | Charleston                   | Saibro     | Conchita Martínez   | 2-6, 6-2, 6-1    |
| 31. | 26/04/2004 | Varsóvia                     | Saibro     | Svetlana Kuznetsova | 6-1, 6-4         |
| 32. | 15/05/2005 | Istambul                     | Saibro     | Nicole Vaidisova    | 6-3, 6-2         |
| 33. | 09/07/2005 | Wimbledon                    | Grama      | Lindsay Davenport   | 4-6, 7-6(4), 9-7 |
| 34. | 24/02/2007 | Memphis                      | Rápida     | Shahar Peer         | 6-1, 6-1         |
| 35. | 07/07/2007 | Wimbledon                    | Grama      | Marion Bartoli      | 6-4, 6-1         |
| 36. | 30/09/2007 | Seul                         | Rápida     | Maria Kirilenko     | 6-3,1-6, 6-4     |
| 37. | 05/07/2008 | Wimbledon                    | Grama      | Serena Williams     | 7-5, 6-4         |
| 38. | 19/10/2008 | Zurique                      | Rápida     | Flavia Pennetta     | 7-6(1), 6-2      |
| 39. | 09/11/2008 | WTA Tour Championships, Doha | Rápida     | Vera Zvonareva      | 6-7(5), 6-0, 6-2 |
| 40. | 21/02/2009 | Dubai                        | Rápida     | Virginie Razzano    | 6-4, 6-2         |
| 41. | 28/02/2009 | Acapulco                     | Saibro     | Flavia Pennetta     | 6-1, 6-2         |
| 42. | 20/02/2010 | Dubai                        | Rápida     | Victoria Azarenka   | 6-3, 7-5         |
| 43. | 27/02/2010 | Acapulco                     | Saibro     | Polona Hercog       | 2-6, 6-2, 6-3    |
| 44. | 15/10/2012 | Luxemburgo                   | Dura       | Monica Niculescu    | 6-2, 6-3         |
| 45. | 17/02/2014 | Dubai                        | Dura       | Alizé Cornet        | 6-3, 6-0         |
| 46. | 10/01/2015 | Auckland                     | Dura       | Caroline Wozniacki  | 2-6, 6-3, 6-3    |
| 47  | 03/10/2015 | Wuhan                        | Dura       | Garbiñe Muguruza    | 6-3, 3-0 ret.    |
| 48. | 08/11/2015 | Zhuhai                       | Dura       | Karolína Plíšková   | 7-5, 7-6(6)      |
| 49. | 14/02/2016 | Kaohsiung                    | Dura       | Misaki Doi          | 6-4, 6-2         |